# Luigi Cadorna
Luigi Giovanni Antonio Carlo Giuseppe Cadorna (Pallanza, 4. rujna 1850. – Bordighera, 21. prosinca 1928.) je bio talijanski maršal i vojni zapovjednik. Tijekom Prvog svjetskog rata obnašao je dužnost načelnika Glavnog stožera talijanske vojske.

## Obitelj
Luigi Cadorna je rođen 4. rujna 1850. godine u Pallanzi. Sin je grofa Raffaelea Cadorne i Clementine Cadorna rođ. Zoppi, koji su uz Luigija imali i kćer Mariu Teresu. Lugijev otac Rafaelle Cadorna bio je istaknuti zapovjednik u vojsci Pijemonta u kojoj je dostigao čin generala, te je zapovijedao snagama koje su u rujnu 1870. zauzele Rim i tako dovršile proces talijanskog ujedinjenja poznatog kao Risorgimento. Luigi Cadorna se 1889. oženio s Mariom Giovannom Balbi u kojem braku je rođeno četvero djece i to sin Raffaele mlađi, te kćeri Carla, Maria i Clementina. Cadornin sin Raffaele Cadorna mlađi je tijekom Drugog svjetskog rata bio zapovjednik talijanskog pokreta otpora, a nakon završetka istog obnašao je dužnost načelnika Glavnog stožera.

## Vojna karijera
Cadorna najprije od 1860. pohađa Vojnu školu Tuelie u Milanu, da bi nakon pet godina počeo pohađati Vojnu školu u Torinu. U kolovozu 1870. promaknut je u čin poručnika, da bi idućeg mjeseca, u rujnu, u sastavu 2. topničke pukovnije sudjelovao u zauzimanju Rima kojom operacijom je rukovodio njegov otac. U studenom 1875. unaprijeđen je u čin satnika, nakon čega je premješten na službu u Glavni stožer gdje se bavi izradom mapa graničnog područja s Austro-Ugarskom. Čin bojnika dostiže u prosincu 1883. nakon čega iduće tri godine zapovijeda bojnom u 62. pješačkoj pukovniji. Potom je raspoređen u stožer korpusa smještenog u Veroni, nakon čega obnaša dužnost načelnika stožera divizije koja se također nalazila u Veroni. U lipnju 1892. promaknut je u čin pukovnika, nakon čega iduće četiri godine zapovijeda 10. bersaglierskom pukovnijom smještenom najprije u Cremoni, a potom u Napulju. U zapovijedanju predmetnom pukovnijom ističe se provođenjem stroge discipline i čestom korištenju oštrih kazni za one koji se o istu ogriješe. 
Godine 1896. napušta operativne dužnosti, te postaje načelnikom stožera korpusa sa sjedištem u Firenzi. U kolovozu 1898. unaprijeđen je u čin general bojnika, te imenovan zapovjednikom brigade Pistoia kojom zapovijeda idućih sedam godina. Tijekom te službe izdaje vojni priručnik posvećen metodama napada pješaštva u kojem se zalaže za frontalno ofenzivno djelovanje pješaštva. U siječnju 1905. promaknut je u čin general poručnika. Te iste godine postaje zapovjednikom divizije smještene u Anconi kojom zapovijeda iduće dvije godine. Nakon toga, od 1907. zapovijeda divizijom sa sjedištem u Napulju. U tom razdoblju Cadornu se prvi puta razmatralo kao načelnika stožera talijanske vojske. Međutim, Cadorna je želio da bude apsolutni zapovjednik vojske i u miru, i u ratu, bez ikakvog uplitanja Vlade pogotovo u imenovanje zapovjednika. To međutim, Vladi kao i vojnim krugovima uz kralja nije bilo prihvatljivo, tako da je načelnikom stožera imenovan Alberto Pollio. 
Godine 1910. Cadorna je imenovan zapovjednikom korpusa sa sjedištem stožera u Genovi. Dvije godine poslije ratnim planovima predviđeno je da u slučaju rata preuzme zapovjedništvo nad 2. armijom. U tom razdoblju posvećuje se izradi fortifikacija na granici s Francuskom i proučavanju suradnje pješaštva i topništva koju suradnju je smatrao nužnom za proboj neprijateljskih linija. U listopadu 1913. imenovan je senatorom.

## Načelnik Glavnog stožera
Ujutro 1. srpnja 1914. načelnik Glavnog stožera Alberto Pollio iznenada je preminuo od srčanog udara. Kralj Vittorio Emanuele III ponudio je navedeno mjesto Cadorni. Cadorna je ponovno postavio poznate uvjete. Kako bi se izbjegle pogreške počinjene u ratovima za ujedinjenje Italije tražio je da njegovo mjesto, i hijerarhijski, i institucijski, bude podređeno samo kralju, ne i Vladi. Ovaj puta kralj je prihvatio Cadornine uvjete, te je Cadornu 10. srpnja 1914. imenovao načelnikom Glavnog stožera talijanske vojske. Talijanska vojska se u tom trenutku suočavala s teškim razdobljem tranzicije i modernizacije koju je usporavala slaba industrijska razvijenost zemlje.
Nakon izbijanja Prvog svjetskog rata, dok je talijanska vlada još odlučivala hoće li ostati neutralna ili će ući u rat, Cadorna je 31. srpnja 1914. uputio predsjedniku Vlade Antoniu Salandri prijedlog da Italija, tada članica Trojnog saveza, uputi pet korpusa na obale Rajne. Time je želio isforsirati talijansku odluku o ulasku u rat, bilo na strani Antante, bilo na strani Centralnih sila, shvaćajući pritom da će neutralnost Italije u najvećem dotadašnjem svjetskom sukobu imati teške posljedice u vidu njezine diplomatske i vojne izolacije. Kada ga je Salandrina vlada konačno u listopadu 1914. obavijestila da će Italija u rat ući u proljeće 1915., Cadorna je ubrzano započeo s pripremama za ulazak u rat. Ojačao je talijanske snage u Albaniji i Libiji, te nastojao osnažiti topništvo novim topovima, posebice onim teškim koje talijanska vojska gotovo da i nije imala. Nastojao je i da se skromna talijanska industrija okrene vojnoj proizvodnji, a u veljači 1915. je izdao priručnik Frontalni napad i taktička obuka koji je podijeljen svim časnicima. Organizirao je i ubrzane tečajeve kako bi stvorio i ojačao novi časnički kadar. Talijanska vlada je konačno 26. travnja 1915. potpisala Londonski ugovor kojim se obvezala da će u roku od mjesec dana ući u rat na strani sila Antante. U trenutku ulaska u rat, Cadorna je raspolagao s 36 divizija s 875.000 vojnika, ali i samo 120 modernih topničkih oruđa.

## Prvi svjetski rat

### 1915.
Na početku ratnih operacija Cadornin plan je bio da frontalnim napadom prodre preko Soče i Julijskih Alpa u smjeru Ljubljane. U Tirolu talijanska vojska je trebala ostati uz defenzivi, uz poduzimanje lokalnih napada, što je pak uzrokovalo disperziju i onako skromnog topništva i značajne gubitke u ljudstvu. Tijekom 1915. talijanska vojska u prve četiri bitke na Soči nije postigla nikakve značajnije uspjehe, te je pretrpjela velike gubitke. Nikakvi veći uspjesi nisu postignuti niti u Petoj bitci na Soči koja je vođena u prvoj polovici ožujka 1916.

### 1916.
U proljeće 1916. austrougarski Glavni stožer počinje planirati Tirolsku ofenzivu s ciljem prodora prema venecijskoj nizini i odsijecanja cjelokupnih talijanskih snaga na sočanskom dijelu bojišta. Austrougarske pripreme za napad nisu prošle nezamijećeno, te je Cadorna na 1. armiji, na čiji je dio bojišta trebao biti usmjeren napad, uputio pojačanje od pet divizija, te naredio da prijeđe o strogu defenzivu i da glavnina ljudstva ne bude na prednjim položajima. Zapovjednik 1. armije Roberto Brusati nije međutim, proveo pripreme, tako da ga je Cadorna neposredno pred početak ofenzive smijenio. U početku austrougarska ofenziva je imala uspjeha, ali je ubrzo izgubila zalet uzrokovan upućivanjem talijanskih pojačanja, produljenjem opskrbnih linija i Brusilovljevom ofenzivom koja je počela na Istočnom bojištu. Kada je Cadrona uvidio da je austrougarska ofenziva zaustavljena, uputio je pojačanja na sočansko bojište gdje u Šestoj bitci na Soči talijanska vojska uspijeva zauzeti Goricu, što je bio najveći dotadašnji talijanski uspjeh u ratu. Međutim, iduće tri bitke na Soči ponovno nisu donijele značajnije pomake na tom dijelu bojišta.

### 1917.
Tijekom 1917. Cadrona u dva navrata pokušava probiti sočansku bojišnicu. U Desetoj i Jedanaestoj bitci na Soči ne uspijeva postići veće teritorijalne dobitke, ali uspijeva u potpunosti iscrpiti austrougarsku vojsku. Zbog opće iscrpljenosti austrougarske vojske koja je prijetila da u idućem talijanskom napadu front bude probijen, njemački Glavni stožer odlučuje na Talijanskom bojištu intervenirati i na isto uputiti njemačke jedinice radi poduzimanja ofenzive. Austro-njemački napad koji je počeo 24. listopada 1917. nije bio neočekivan, ali su ga talijanske jedinice dočekale potpuno nespremne. Front je probijen, te je započelo panično povlačenje talijanske vojske koja je pretrpjela ogromne gubitke uz veliki broj zarobljenih. Cadorna za neuspjehe okrivljuje unutarnje neprijatelje u vojski, te neutralističku propagandu koja je pogubno djelovala na moral vojnika. Zbog brzog prodora austro-njemačkih snaga i sloma bojišta, prisiljen je dati naredbu na povlačenje najprije do rijeke Tagliamento, a potom do rijeke Piave.

### Smjena
U međuvremenu, 25. listopada 1917. izglasano je nepovjerenje Vladi Paola Bosellija. Nova talijanska Vlada pod predsjedanjem Vittorija Orlanda formirana je 30. listopada 1917. Orlando je odmah tražio da se Cadorna razriješi dužnosti, a isto su zatražili francuski general Ferdinand Foch i načelnik britanskog Glavnog stožera William Robertson koji su stigli u Treviso. Cadorna 3. studenoga upućuje pismo novom premijeru Orlandu navodeći da je situacija na bojištu kritična, te da predstoji ofenziva na tirolskom dijelu bojišta kojemu se talijanska vojska neće moći oduprijeti. U Rapallu je 6. i 7. studenoga održana saveznička konferencija kojoj su prisustvovali talijanski, francuski i britanski premijer, te generali Foch i Robertson. Saveznički predstavnici suglasili su se da upute pomoć talijanskoj vojsci, ali su zahtijevali da se Cadorna smijeni, te da se na njegovo mjesto imenuje vojvoda od Aoste. Sudionici konferencije izvijestili su 8. studenoga o rezultatima konferencije kralja, koji se suglasio s Cadorninom smjenom, ali nije prihvatio zahtjev da se na njegovo mjesto imenuje vojvoda od Aoste. Konačno, 9. studenoga Cadorna je smijenjen, a na njegovo mjesto je imenovan Armando Diaz, dotadašnji zapovjednik XXIII. korpusa. Cadorna je, nakon početnog protivljenja, prihvatio mjesto talijanskog predstavnika u Vrhovnom ratnom vijeću koje je imalo sjedište u Versaillesu. 
Cadorna je dužnost talijanskog predstavnika u Vrhovnom ratnom vijeću, koje imenovanje je nevoljko prihvatio, obnašao do 17. veljače 1918. kada je povučen u Italiju i stavljen na raspolaganje povjerenstvu koje je imenovala Orlandova vlada, a koje je trebalo utvrditi uzroke talijanskog poraza kod Kobarida. Izvješće koje je povjerenstvo izdalo u srpnju 1919. neizravno je, između ostalog, proglasilo i Cadornu odgovornim za težak talijanski poraz, nakon čega je Cadorna u rujnu 1919. umirovljen.

## Poslije rata
Nakon umirovljenja Cadorna je u dva sveska 1921. objavio svoje memoare. Iduće, 1922. godine, objavljuje biografiju svoga oca pod nazivom General Raffaelle Cadorna u talijanskom Risorgimentu. Nakon dolaska fašista na vlast, Cadorna se nije otvoreno svrstao na njihovu stranu. Mussolini ga je 4. studenoga 1924. zajedno s Armandom Diazom promaknuo u novoustrojeni čin maršala Italije. 

Preminuo je 21. prosinca 1928. godine u 79. godini života u Bordigheri. U njegovu čast podignut mu je mauzolej u rodnoj Pallanzi. Također, 1931. godine krstarica Luigi Cadorna nazvana je njegovim imenom. 

## Vanjske poveznice
(eng.) Luigi Cadorna na stranici Firstworldwar.com

(eng.) Luigi Cadorna na stranici Encyclopedia.1914-1918-online.net

(eng.) Luigi Cadorna na stranici Spartacus-educational.com

(tal.) Luigi Cadorna na stranici Treccani.it

(tal.) Luigi Cadorna na stranici Senato.it  Arhivirana inačica izvorne stranice od 9. prosinca 2018. (Wayback Machine)

(hrv.) Luigi Cadorna na stranici Povijest.hr

(rus.) Luigi Cadorna na stranici Hrono.ru